# Oulipo
OuLiPo (franc. Ouvroir de Littérature Potentielle - Radionica potencijalne književnosti). Skupina francuskih matematičara i književnika svoj je prvi sastanak održala 24. studenoga 1960. te se navedeni datum označuje danom utemeljenja skupine Oulipo. Temeljna misija oulipovaca istraživanje je potencijala književnosti, a njezini predstavnici su François Le Lionnais (utemeljitelj i član), Raymond Queneau (utemeljitelj i član), Jacques Roubaud, Italo Calvino, Georges Perec i brojni drugi. Eksperimentiranje s primjenama matematičkih modela i obrazaca u književnosti doprinijela je novim uvidima u mogućnosti oblikovanja tekstoava.

## Vanjske poveznice
- http://oulipo.net - Službena stranica skupine Oulipo.
- https://www.mvinfo.hr/clanak/ivana-buljubasic-oulipovci-su-postavljanjem-ogranicenja-u-svom-knjizevnom-radu-otkrili-formulu-kojom-se-oslobadjaju-potencijali-kreativnosti - Razgovor s Ivanom Buljubašić Srb povodom njezine knjige Oulipo i književnost ograničenja